# Điện Mặt Trời Cà Mau
Điện Mặt Trời Cà Mau là nhà máy điện Mặt Trời xây dựng trên vùng đất thị trấn Rạch Gốc, huyện Ngọc Hiển, tỉnh Cà Mau.
Điện Mặt Trời Cà Mau có công suất lắp máy 50 MWp, khởi công tháng 7 năm 2018, dự kiến hoàn thành quý 2 năm 2019. Nhà máy có diện tích hoạt động trên 63 ha, sản lượng điện phát lên lưới hàng năm là 73,904 triệu kWh.